# المدى (المخادر)

تعديل مصدري - تعديل

المدى محلة تابعة لقرية المرقب، التابعة لعزلة الصفي بمديرية المخادر إحدى مديريات محافظة إب في الجمهورية اليمنية، بلغ تعداد سكانها 158 حسب تعداد اليمن لعام 2004.